# Griffiniana
Griffiniana is een geslacht van rechtvleugeligen uit de familie sabelsprinkhanen (Tettigoniidae). De wetenschappelijke naam van dit geslacht is voor het eerst geldig gepubliceerd in 1910 door Heinrich Hugo Karny. De naam Griffiniana is een eerbetoon aan de Italiaanse entomoloog Achille Griffini.

## Soorten
Het geslacht Griffiniana omvat de volgende soorten:
- Griffiniana capensis Naskrecki, 1994
- Griffiniana duplessisae Naskrecki & Bazelet, 2012
- Griffiniana longipes Naskrecki, 1994
- Griffiniana pedestris Karny, 1910